# Carcelia malacosomae
Carcelia malacosomae är en tvåvingeart som beskrevs av Sellers 1943. Carcelia malacosomae ingår i släktet Carcelia och familjen parasitflugor. Inga underarter finns listade i Catalogue of Life.